# Parachelifer persimilis
Parachelifer persimilis är en spindeldjursart som först beskrevs av Banks 1909.  Parachelifer persimilis ingår i släktet Parachelifer och familjen tvåögonklokrypare. Inga underarter finns listade i Catalogue of Life.